# Tanzim (Fatah)
Pour les articles homonymes, voir Tanzim.
 (novembre 2023).
La mise en forme du texte ne suit pas les recommandations de Wikipédia : il faut le « wikifier ».
Les points d'amélioration suivants sont les cas les plus fréquents. Le détail des points à revoir est peut-être précisé sur la page de discussion.
- Les titres sont pré-formatés par le logiciel. Ils ne sont ni en capitales, ni en gras.
- Le texte ne doit pas être écrit en capitales (les noms de famille non plus), ni en gras, ni en italique, ni en « petit »…
- Le gras n'est utilisé que pour surligner le titre de l'article dans l'introduction, une seule fois.
- L'italique est rarement utilisé : mots en langue étrangère, titres d'œuvres, noms de bateaux, etc.
- Les citations ne sont pas en italique mais en corps de texte normal. Elles sont entourées par des guillemets français : « et ».
- Les listes à puces sont à éviter, des paragraphes rédigés étant largement préférés. Les tableaux sont à réserver à la présentation de données structurées (résultats, etc.).
- Les appels de note de bas de page (petits chiffres en exposant, introduits par l'outil «  Source ») sont à placer entre la fin de phrase et le point final[comme ça].
- Les liens internes (vers d'autres articles de Wikipédia) sont à choisir avec parcimonie. Créez des liens vers des articles approfondissant le sujet. Les termes génériques sans rapport avec le sujet sont à éviter, ainsi que les répétitions de liens vers un même terme.
- Les liens externes sont à placer uniquement dans une section « Liens externes », à la fin de l'article. Ces liens sont à choisir avec parcimonie suivant les règles définies. Si un lien sert de source à l'article, son insertion dans le texte est à faire par les notes de bas de page.
- La présentation des références doit suivre les conventions bibliographiques. Il est recommandé d'utiliser les modèles {{Ouvrage}}, {{Chapitre}}, {{Article}}, {{Lien web}} et/ou {{Bibliographie}}. Le mode d'édition visuel peut mettre en forme automatiquement les références.
- Insérer une infobox (cadre d'informations à droite) n'est pas obligatoire pour parachever la mise en page.

Pour une aide détaillée, merci de consulter Aide:Wikification.
Si vous pensez que ces points ont été résolus, vous pouvez retirer ce bandeau et améliorer la mise en forme d'un autre article.
Le Tanzim est l'une des factions armées du Fatah. 
La moyenne d'âge de ses membres étant plus jeune, cette faction est parfois perçue comme une "nouvelle garde" au sein du Fatah, en opposition à l'"ancienne garde" favorable aux Accords d'Oslo et plus généralement au processus de paix israélo-palestinien. Un de leurs leaders est Marouane Barghouti.
Les Tanzims ont pris part de façon active à la seconde intifada et certains membres de cette faction ont rejoint les Brigades des martyrs d'Al-Aqsa. 
Le Center for Strategic and International Studies considère dans une étude sur les organisations palestiniennes que le Tanzim est responsable d'attentats contre des objectifs israéliens, en particulier des attaques contre des véhicules et des bus. Le chef de cette organisation Marouane Barghouti a été condamné en 2004 par la justice israélienne à cinq peines de prison à vie, étant accusé de la mort de cinq civils israéliens et d’être impliqué dans quatre « attaques terroristes » lors de la deuxième Intifada,. Marwan Barghouti est une figure politique engagée en faveur de la « coexistence pacifique » entre Israël et la Palestine et connue pour sa condamnation des attentats contre les civils en Israël.

## Attentats
(janvier 2024).
Améliorez-le ou discutez des points à vérifier. 
Le Fatah Tanzim a mené un certain nombre d'attentats contre des civils et des militaires israéliens. Voici une liste partielle des attaques terroristes que lui attribuent les autorités israéliennes :
- 19 avril 1998 : Des terroristes du Fatah tuent un fermier israélien américain dans la ferme de Ma'on, près d'Hébron.
- 14 janvier 2001 : Le Fatah et le Hamas revendiquent la responsabilité du meurtre d'un Israélien dont le corps a été retrouvé dans des serres agricoles de la bande de Gaza.
- 17 janvier 2001 : Trois hommes armés du Fatah Tanzim assassinent un garçon israélien de 16 ans qui est attiré sur Internet par une Palestinienne se faisant passer pour une Américaine.
- 25 janvier 2001 : Des militants du Fatah Tanzim tuent un Israélien à Atarot.
- 1er février 2001 : Le Fatah Tanzim tire et tue un conducteur israélien.
- 11 février 2001 : Le Fatah Tanzim tire et tue un conducteur israélien.
- 26 mars 2001 : Meurtre du col Shalhevet : un bébé israélien de 10 mois est abattu par un tireur d'élite du Fatah Tanzim.
- 15 mai 2001 : Trois membres de la famille israéliens sont abattus par des militants du Fatah Tanzim alors qu'ils conduisaient sur l'autoroute d'Alon.
- 18 mai 2001 : Le Fatah Tanzim tire et tue un Israélien et sa mère sur une route au nord de Jérusalem.
- 23 mai 2001 : Le Fatah Tanzim tire et tue un automobiliste israélien à l'extérieur d'Ariel.
- 25 mai 2001 : Découverte du corps enterré brûlé d'une victime israélienne du Fatah.
- 31 mai 2001 : Des terroristes du Fatah Tanzim tirent et tuent un Israélien au nord de Tulkarem.
- 12 juin 2001 : Meurtre de Georgios Tsibouktzakis.
- 18 juin 2001 : Un assassin du Fatah tue un automobiliste israélien par balles près de Tulkarem
- 20 juin 2001 : Un terroriste du Fatah Tanzim tue par balles un Israélien qui était allé rendre visite à un partenaire commercial palestinien à Silat a-Dahar.
- 12 juillet 2001 : Quatre terroristes du Fatah Tanzim abattent et tuent un conducteur israélien à l'extérieur de Kiryat Arba.
- 13 juillet 2001 : Des terroristes du Fatah Tanzim tuent un responsable enquêtant sur le site d'une fusillade mortelle la veille.
- 26 juillet 2001 : Le Fatah Tanzim tire et tue un conducteur israélien près de Givat Ze'ev.
- 12 décembre 2001 : Attaque d'un bus d'Emmanuel. Le Fatah et le Hamas revendiquent la responsabilité d'une attaque contre un bus israélien qui a tué 11 personnes.
- 15 janvier 2002 Des terroristes du Fatah Tanzim tirent et tuent une Israélienne de 45 ans dans une station-service près de Givat Ze'ev.
- 16 janvier 2002 Des terroristes du Fatah Tanzim tirent et tuent une résidente arabe de Beit Hanina, l’ayant confondue avec un Israélien juif.
- 27 janvier 2002 Une terroriste du Fatah tue une personne et blesse 150 personnes dans un attentat-suicide à Jérusalem.
- 6 février 2002 : Le Fatah et le Hamas revendiquent la responsabilité du meurtre d'une fille de 11 ans et de sa mère à Moshav Hamra.
- 9 février 2002 : Des terroristes du Fatah Tanzim tirent et tuent une conductrice israélienne et blessent son fils.
- 27 février 2002 : Deux groupes du Fatah revendiquent la responsabilité d'une fusillade menée par un travailleur palestinien contre son employeur à Atarot.
- 11 mai 2003 : Le Fatah et le FPLP revendiquent la responsabilité d'une attaque par balle qui tue un automobiliste israélien près d'Ofra.
- 17 avril 2004 : Le Fatah et le Hamas revendiquent la responsabilité d'un attentat-suicide au passage d'Erez qui tue un homme et blesse trois gardes-frontières
- 2 mai 2004 : Le Fatah et le Jihad islamique revendiquent la responsabilité conjointe d'une attaque à l'arme à feu qui tue quatre filles et sa mère au volant.
- 12 août 2004 : Un terroriste du Fatah Tanzim tue six gardes-frontières israéliens, deux civils palestiniens et blesse 12 Palestiniens en faisant exploser un attentat-suicide à Kalandiyah.
- 24 juin 2005 : Des terroristes du Fatah et du Jihad islamique abattent et tuent deux Israéliens près d'Hébron.